# Aarne Blick

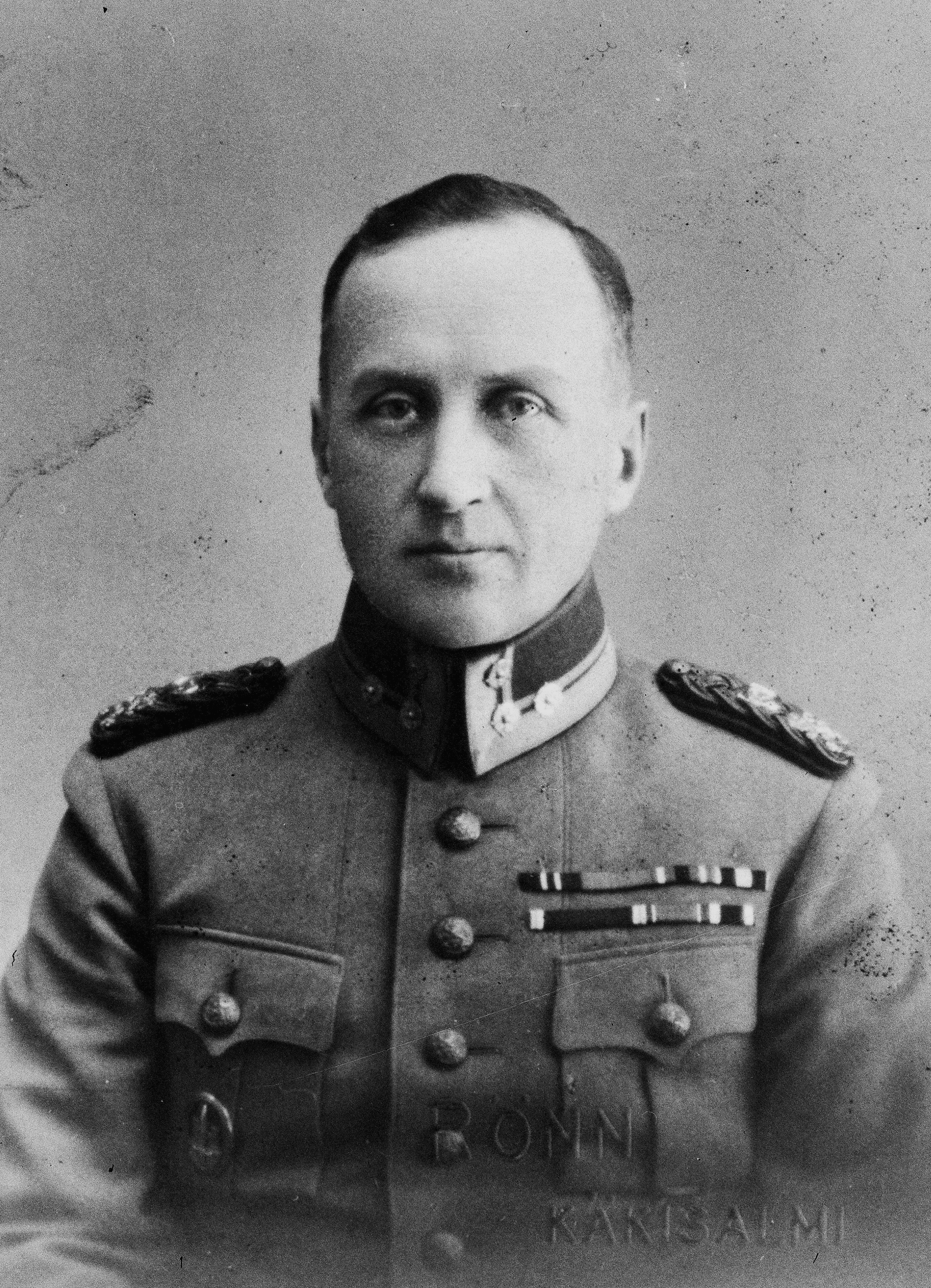
Aarne Blick.

Aarne Leopold Blick, född 3 februari 1894 i Ulvsby, död 15 februari 1964 i Helsingfors, var en finländsk militär. 
Blick anslöt sig 1915 till jägarbataljonen i Lockstedt och deltog i finska inbördeskriget 1918 bland annat i striderna vid Tammerfors och Viborg. Från 1919 till 1939 var han bland annat kompanichef, chef för gränsbevakningen i Kajanaland, lärare i taktik vid Kadettskolan och kommendör för Savolax jägarregemente. Under vinterkriget var han kommendör för 7. divisionen, som framgångsrikt försvarade Taipaleavsnittet. I fortsättningskriget förde han först befälet över 2. divisionen på Karelska näset, bland annat i striderna vid Tyrjä och Sordavala, och var 1942–1944 chef för VI armékåren i Aunus. Han blev Mannerheimriddare den 14 september 1941. Han råkade under reträtten från Svir i juni 1944 i konflikt med Aunusgruppens chef generallöjtnant Paavo Talvela, bytte plats med generalmajor Armas-Eino Martola och återtog befälet över sin gamla 2. division i striderna vid Vuosalmi i juni – juli 1944. Efter kriget var Blick divisionskommendör, blev generallöjtnant 1947 och pensionerades 1954.